# Beni Suef
Beni Suef (arabisk: بني سويف, romaniseret: Baniswēf) er hovedstaden i Beni Suwayf Governement  i Egypten. Byen er hjemsted for Beni Suef University. Byen er et vigtigt handelscenter for landbruget på Nilens vestbred og ligger 110 km syd for Cairo.

## Etymologi
Byens moderne navn er en afledning af dets oprindelige navn Manfiswayh ( arabisk: منفسويه), som selv kommer fra en koptisk toponymisk konstruktion ⲡ-ⲙⲁ-ⲛ-... ("stedet for..."); dens nøjagtige etymologi er dog ukendt.

## Historie
Fra den tidlige faraoniske tid til den romerske periode var området hjemsted for byen Heracleopolis, 16 km vest for den moderne by, som også tjente som hovedstad i Nedre- og Mellemste Egypten under det 9. og 10. dynasti. Den moderne by blev fremtrædende i middelalderen, da den var kendt for sin fremstilling af linned, som stadig fortsætter  i dag med byens tæppefremstilling og bomuldsspindeindustri. Beni Suef blev hovedbyen i den anden provins i Øvre Egypten under Muhammad Alis regeringstid i det 19. århundrede.

## Geografi
Guvernementet har et areal på 1.954 km2. Det grænser mod nord til Giza-guvernementet og Helwan, mod nordøst til Suez, mod øst ligger Det Røde Hav-guvernementet, mod vest af Fayoum-guvernementet og mod syd af Minya-guvernementet. Regionen forbinder det nordlige Egypten mod syd og øst til vest, og denne centrale identitet har skabt regionens befolkning, civilisation og økonomiske karakter. Den geografiske nærhed til vigtige provinser som Cairo og Giza,  provinserne ved Det Røde Hav, Suez, Fayoum og Ismailia fungerer alle som markeder for industriprodukter fremstillet i Beni Suef.

### Klima
Beni Suef har ligesom hele Egypten et varmt ørkenklima (BWh) i henhold til Köppen-Geiger klassificeringen. Det vil sige meget varme somre og varme vintre med kølige nætter.

## Ulykker
- En togulykke i 1995 nær Beni Suef kostede 75 mennesker livet.[6]
- Ved branden i Beni Suef Kultupaladset (en), den 5. september 2005, mistede 46 mennesker livet.[7][8]

## Galleri
- Beni Suef Aziz-moskeen
- Beni Suef arkæologiske museum
- Kampmindesmærke med Sukhoi Su-7
- Den Hellige Jomfru Kirke
- Universitetet i Beni Suef
- oktober krigsmindesmærke
- Saiyida Huriya-moskeen